# Pavilion Theatre
Pavilion Theatre je divadlo v Glasgow ve Spojeném království, zapsané v seznamu listed building (první stupeň). Postaveno bylo počátkem 20. století podle návrhu architekta Bertieho Crewea a otevřeno bylo 29. února 1904. Vystupovali zde například komici Harry Lauder, Marie Lloyd, Little Tich a také Charlie Chaplin. Počínaje rokem 1920 se v divadle hrála pantomima. Mezi hudebníky, kteří zde v pozdějších letech hráli, patří Tori Amos, Glen Hansard, Roger Hodgson a kapely Jethro Tull, The Hollies a The Move. Kapacita divadla je 1449 návštěvníků. V roce 1992 bylo divadlo poničeno povodněmi. V roce 2018 došlo v sousední budově k velkému požáru; ten poničil i Pavilion Theatre, které muselo být na dva měsíce uzavřeno. Od roku 2023 je jeho vlastníkem londýnská společnost Trafalgar Entertainment.